# Porte de Vincennes (Métro Paris)

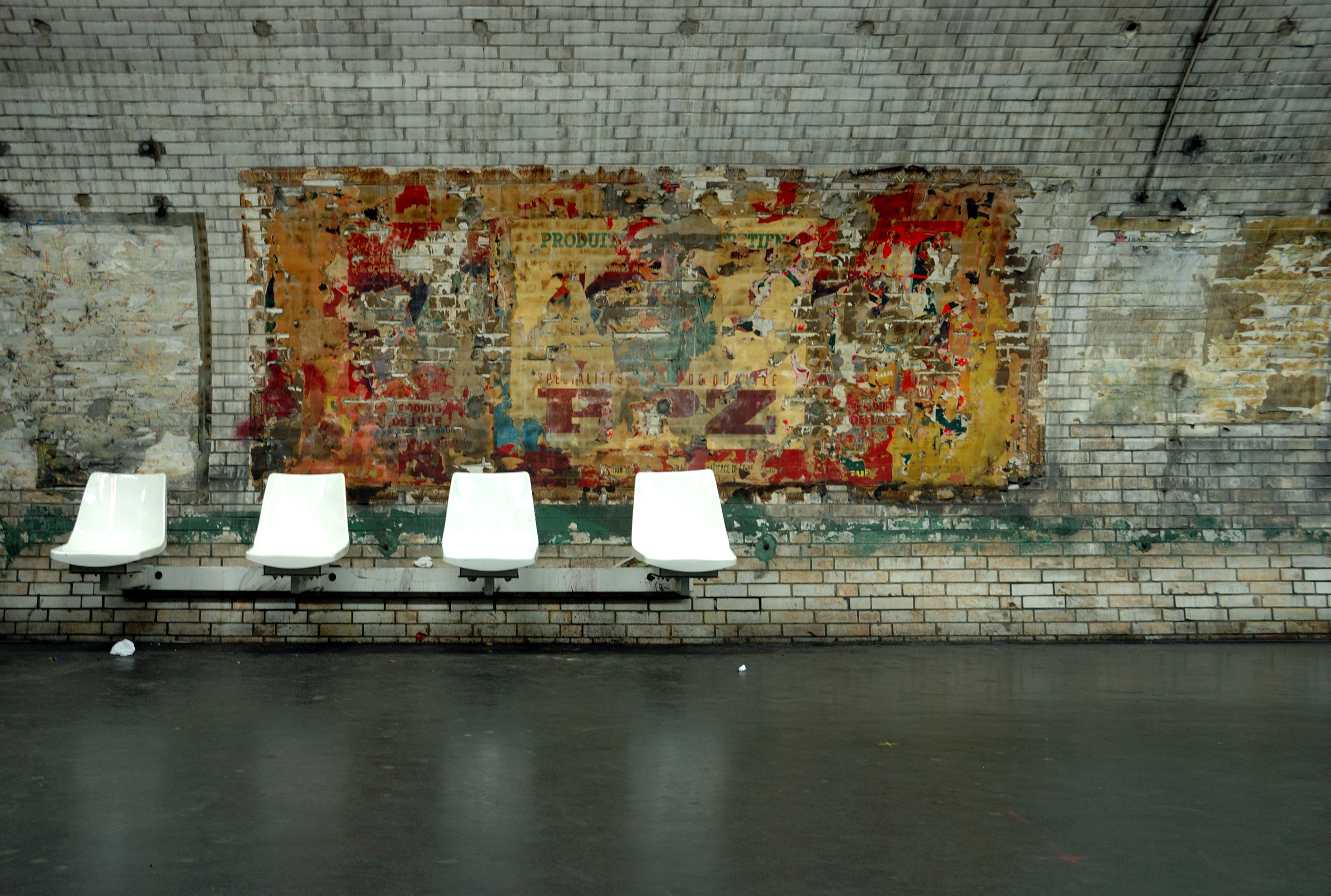
Beim Umbau 2007/2008 wurden die alten Fliesen freigelegt

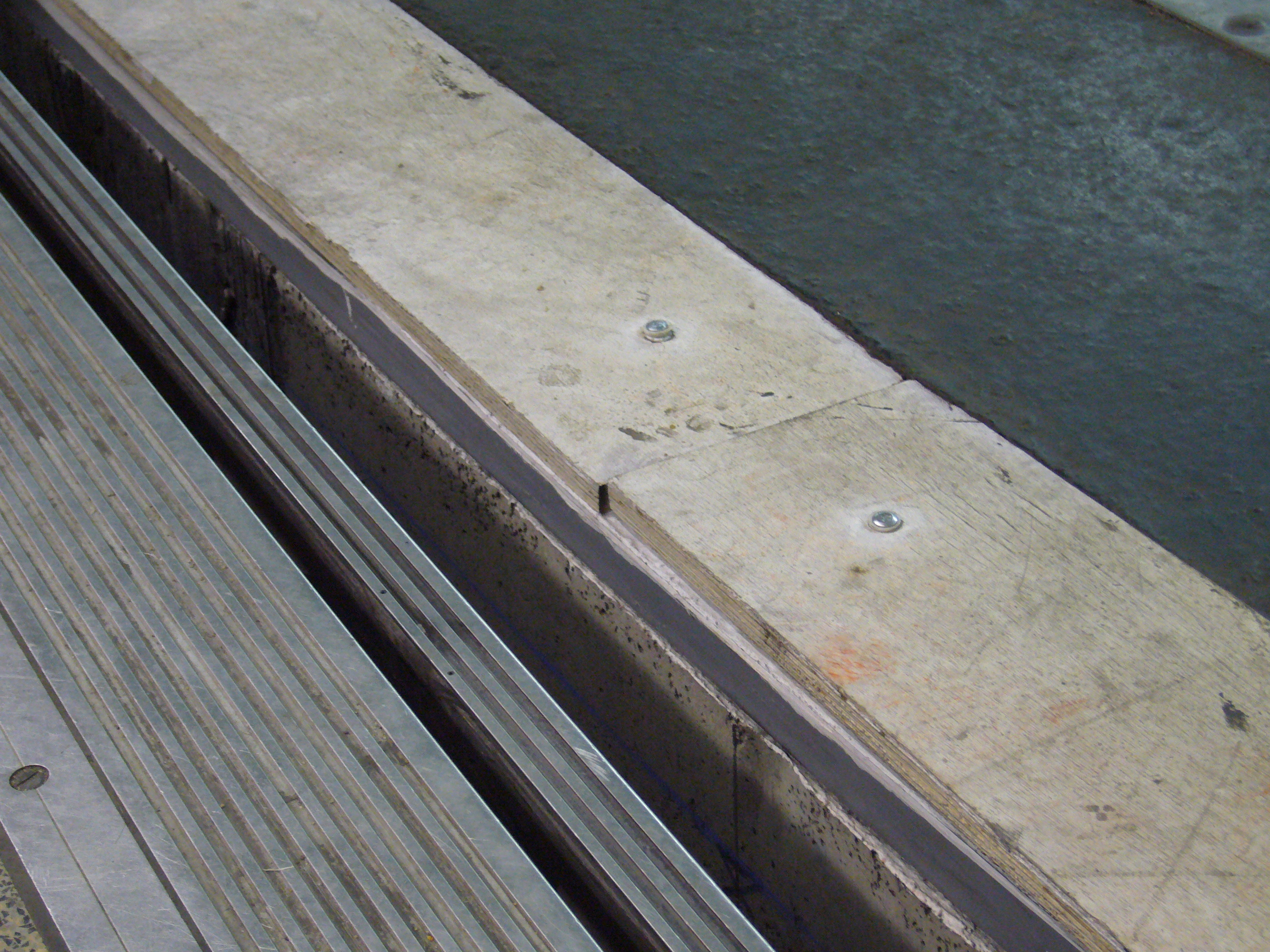
Bahnsteigerhöhung im Zuge des Umbaus

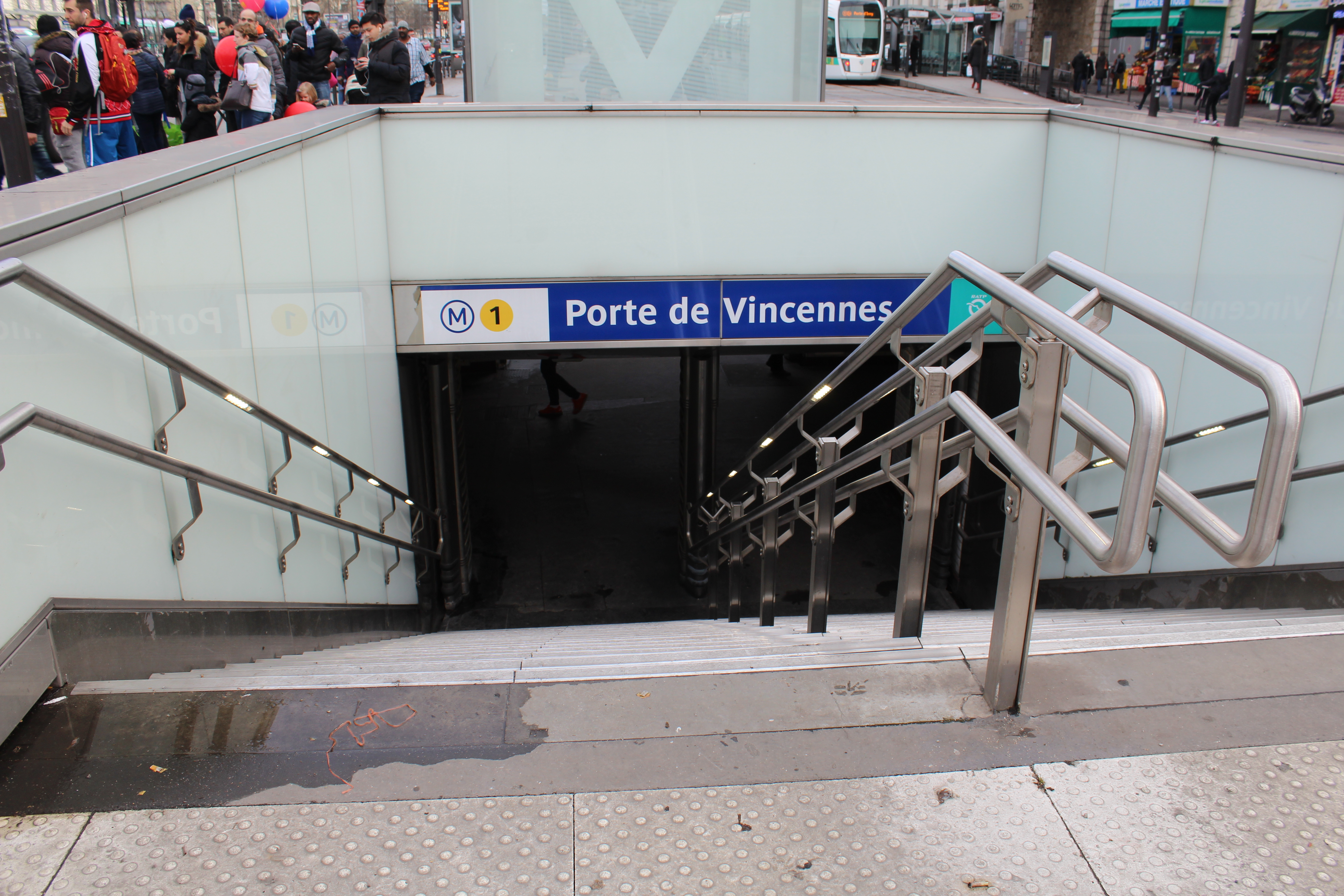
Neuer Zugang an einer Straßenbahnhaltestelle

Porte de Vincennes [pɔʁt də vɛ̃sɛn] ist ein unterirdischer U-Bahnhof der Linie 1 der Pariser Métro. Es bestehen Umsteigemöglichkeiten zu verschiedenen Buslinien und zu den Straßenbahnlinien T3a und T3b.

## Lage
Der U-Bahnhof befindet sich an der Grenze des Quartier du Bel-Air im 12. Arrondissement mit dem Quartier de Charonne im 20. Arrondissement von Paris. Er liegt längs unter der Straße Cours de Vincennes westlich der kreuzenden, stillgelegten Eisenbahnstrecke Petite Ceinture.

## Name
Namengebend ist die Porte de Vincennes. Durch dieses Tor in der in den 1840er Jahren errichteten Thiersschen Stadtbefestigung führte die Straße nach Vincennes, einem nahegelegenen, heute knapp 50.000 Einwohner zählenden Pariser Vorort.

## Geschichte und Beschreibung
Am 19. Juli 1900 wurde der U-Bahnhof mit der Eröffnung der Linie 1 als deren östliche Endstation in Betrieb genommen. Die erste Métrolinie der Stadt verkehrte damals von Porte Maillot bis Porte de Vincennes und durchquerte dabei Paris von West nach Ost. Am 24. März 1934 wurde die Linie 1 über die Stadtgrenze hinaus um drei Stationen bis Château de Vincennes verlängert, Porte de Vincennes wurde von ihrer Endstation zu einem Durchgangsbahnhof.
Der U-Bahnhof liegt innerhalb einer ehemaligen Wendeschleife. Er besteht aus zwei räumlich getrennten Stationen, jeweils eine für jede Fahrtrichtung. Sie liegen unter elliptischen, weiß gefliesten Gewölben und weisen je einen Bahnsteig an einem Streckengleis auf.
Die Breite der Straßen, unter denen die ursprünglichen Endbahnhöfe der Linie 1 liegen, ließ den Bau enger Wendeschleifen zwischen den Häuserfluchten zu. Die unter dem Cours de Vincennes angelegte Endschleife wies einen Radius von nur 30 m auf. Ihre Form ähnelte der eines Tennisschlägers. Der Tunnel des ankommenden Gleises schwenkte um etwa 10° aus der Achse der geraden Strecke aus und weitete sich zur Ankunftsstation aus. Diese wies einen 75 m langen Mittelbahnsteig zwischen zwei Gleisen auf. Hinter der folgenden Weiche durchfuhren die Züge den eingleisigen Kehrtunnel, um die symmetrisch zur Ankunftstation gebaute Abfahrtstation, ebenfalls mit zwei Gleisen an einem Mittelbahnsteig, zu erreichen. Zunächst hatte jede Station nur einen Zugang.
Im Zuge der Verlängerung der Linie 1 in Richtung Osten im Jahr 1934 wurde die Anlage zwar grundlegend beibehalten, das Wendegleis aber stillgelegt. Die beiden nach Fahrtrichtung getrennten Stationen verloren das jeweils äußere Gleis zugunsten einer Verbreiterung der Bahnsteige. Östlich davon wurden die Streckengleise in der Achse des Cours de Vincennes weitergeführt und unter der Avenue de la Porte-de-Vincennes wieder in einem Tunnelbauwerk vereinigt. Das von Hector Guimard im Stil des Art nouveau gestaltete überdachte Zugangsbauwerk an der Abfahrtstation wurde in diesem Zusammenhang durch einen einfacher gestalteten Zugang mit einem von Adolphe Dervaux im Stil des Art déco entworfenen Kandelaber ersetzt.
Anfang der 1960er Jahre wurden die Stationen von 75 m auf 90 m verlängert und für den Verkehr mit gummibereiften Zügen umgerüstet. Im Zuge der Einführung des fahrerlosen Betriebs auf der Linie 1 wurden 2008 die Bahnsteige erhöht und später Bahnsteigtüren installiert. In diesem Zusammenhang wurde der U-Bahnhof grundlegend überarbeitet und präsentiert sich wieder mit den originalen weißen Fliesen. 2012 wurden an den Endhaltestellen der Straßenbahnlinien T3a und T3b vier neue Zugänge, zwei davon mit Rolltreppen, eröffnet.

## Fahrzeuge
Zunächst verkehrten auf der Linie 1 Züge, die aus einem Triebwagen mit nur einem Führerstand und zwei Beiwagen bestanden. Diese Fahrzeuge waren zweiachsig und jeweils knapp neun Meter lang. Bereits 1902 wurden Acht-Wagen-Züge mit je einem Triebwagen an den Zugenden gebildet. Bis 1905 wurden die Triebwagen, ab 1906 auch die Beiwagen durch vierachsige Fahrzeuge auf Drehgestellen ersetzt. 1908 hielten grün lackierte Fünf-Wagen-Züge der Bauart Sprague-Thomson auf der Linie 1 Einzug, die sich dort bis in die 1960er Jahre hielten. Ab Mai 1963 wurden die auf Schienen verkehrenden Sprague-Thomson-Züge sukzessive durch gummibereifte Fahrzeuge der Baureihe MP 59 abgelöst, bis Dezember 1964 herrschte Mischverkehr der zwei Betriebsarten. 1997 folgte die Baureihe MP 89 CC, die mit der Aufnahme des automatischen Betriebs der Baureihe MP 05 wich.